# Территория Айова
Территория Айова (англ. Iowa Territory) — инкорпорированная организованная территория США, существовавшая с 4 июля 1838 года до 28 декабря 1846 года, когда юго-восточная часть территории была принята в Союз в качестве штата Айова.

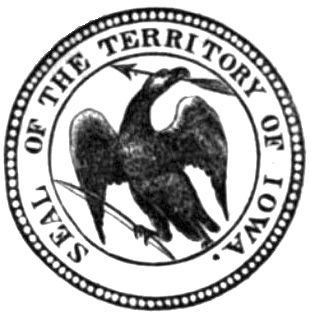
Печать Территории Айова

## История
Большая часть территории изначально была частью Луизианской покупки, а также частью территории штата Миссури. После того, как в 1821 году территория Миссури стала штатом, эта область (вместе с Дакотой) фактически стала неорганизованной территорией. Эта область была закрыта для белых поселенцев до окончания войны Чёрного Ястреба 1830-х годов.
Территория Айова была присоединена к Территории Мичиган 28 июня 1834 года, а когда в 1836 году Мичиган стал штатом, область к западу от реки Миссисипи отошла к Территории Висконсин.
В 1838 году территория (включая Миннесоту и часть Дакоты) занимала площадь около 194 000 квадратных миль (500 000 км²).
Столицей Территории Айова был Берлингтон, а с 1841 года — Айова-Сити.
После образования штата Айова в 1846 году остальная часть Территории Айова стала неорганизованной территорией, которая в 1849 году стала Территорией Миннесота.

## Администрация

### Губернаторы Территории Айова
- Роберт Лукас[англ.] — назначен в 1838 году
- Джон Чемберс[англ.] — назначен в 1841 году
- Джеймс Кларк[англ.] — назначен в 1845 году

### Секретари Территории Айова
- Уильям Конвей[англ.] — назначен в 1838; умер в ноябре 1839 года
- Джеймс Кларк[англ.] — назначен в 1839 году
- O.H.W. Stull — назначен в 1841 году
- Сэмюэл Дж. Барр — назначен в 1843 году
- Джесси Уильямс — назначен в 1845 году

### Делегаты Конгресса
- Уильям Уильямс Чепмен[англ.] — делегат 25 и 26 съездов (1838—1840)
- Фрэнсис Жеон[англ.] — избран в 1839 году, но, видимо, никогда не занимал пост
- Огастус Додж[англ.] — делегат 27-29 съездов (1840—1846)